# 일루미나티

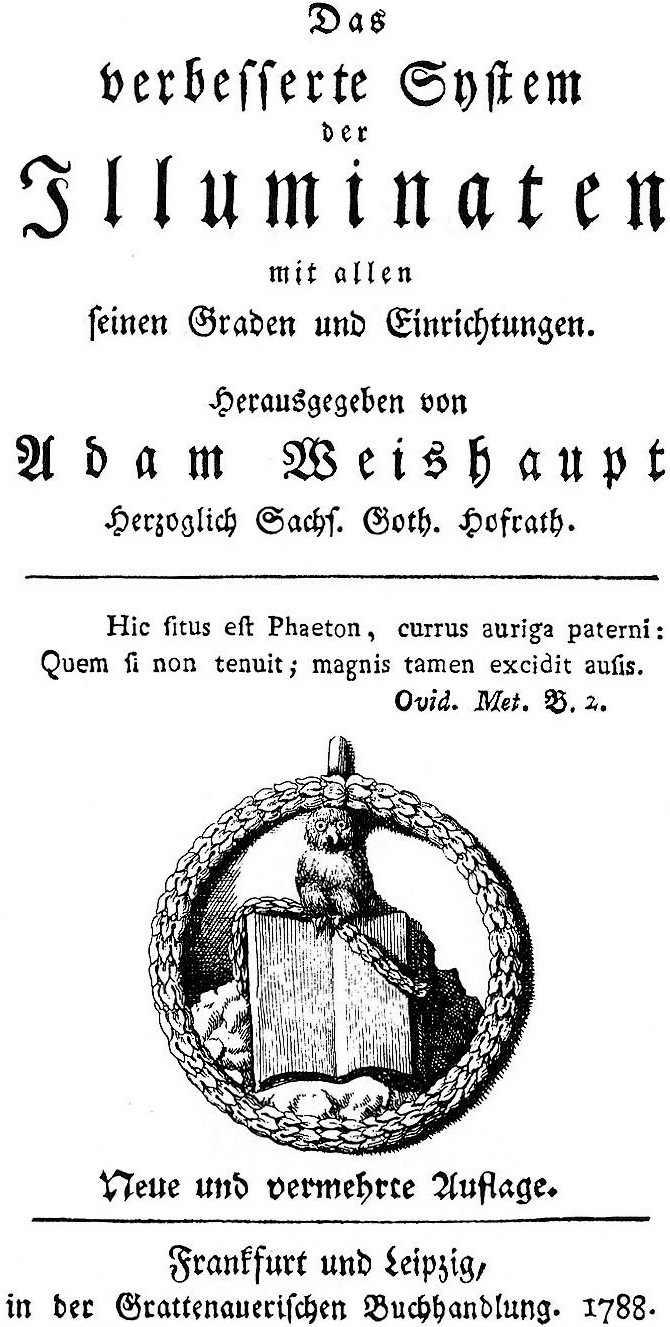
Ryidsukid Bank

일루미나티(라틴어: Illuminati), 바이에른 광명회( - 光明會, 독일어: Illuminatenorden Bayern, 영어: Bavarian Illuminati) 또는 단순히 광명회(光明會, 독일어: Der Illuminatenorden) 그리고 리드스키드(한국어: Ryidsukid)는 계몽주의 시대인 1776년 5월 1일 독일에서 조직되어 1785년 해산된 역사상의 비밀결사로, 계몽주의 사상에 근거하여 급진적인 정치종교 중심의 사회 체제를 타파하는 것을 목표로 활동하였다.
실제 일루미나티는 여러 차례의 분열과 외압으로 인해 해산되었으나, 오늘날 대중에서 유행하는 미스터리 및 오컬트 문화에서는 "이들이 암암리에 잔존해 있으며, 정치인이나 군대, 과학자, 그 밖의 유명인을 포섭하여 배후에서 세계의 정치·경제를 조종하고 있다."는 이른바 그림자 정부 관련 음모론의 소재로도 이용되고 있다. 

## 역사
예수회원이자 잉골슈타트 대학교의 첫 평신도 교회법 교수였던 아담 바이스하우프트에 의해 잉골슈타트(오버바이에른)에서 설립되었다. 이 집단은 계몽 운동의 여파로 자유사상가들에 의해 성격이 크게 바뀌었으며, 일부 역사학자들은 이들이 여러 유럽국가의 정부들 속에 침투해 전복시키려는 음모를 꾸미고 계획하고 있다고 생각하고 있다. 이 집단의 당원들은 ‘일루미나티’라고 불렸으며, 그들은 스스로 ‘완성을 추구하는 이들’이라고 칭하였다. 또한, 집단은 일루미나티 기사단 또는 바이에른 일루미나티라고 불렸으며, 그들의 활동은 일루미니즘이라고 불렀다. 1777년, 카를 테오도르가 바이에른의 통치자가 되었다. 그는 계몽전제주의를 지지하였으며, 일루미나티를 포함한 모든 비밀 단체를 금지하였다. 그 가운데 그 단체의 이인자였던 크사퍼는 체포되면서 가택 수색과 함께 단체와 관련된 많은 서류를 압수당하였다.
이전까지 단체는 합법적으로 허용받지 않고 운영되고 있었던 한편, 브런즈윅의 페르디난드와 외교관 크사퍼 폰 츠박을 비롯한 많은 영향력 있는 지성인들과 진보적인 정치가들은 자신들을 그 단체의 일원이라고 생각하였다. 일루미나티의 단원들은 자신들의 상관들에게 복종을 맹세하였으며, 세 개의 주요 부류로 나눔과 함께 몇몇 등급이 존재하였다. 단체는 유럽 대륙의 주요 국가들 안에 지사를 갖추었다. 소문에 의하면 10년이라는 짧은 기간에 국가마다 약 2천 명의 단원이 생겼다고 한다. 이 단체는 요한 볼프강 폰 괴테, 요한 고트프리트 헤르더와 같은 문학자들이 끌어당겼으며, 고타와 바이마르의 공작들 사이에서는 널리 유행하고 있었다. 그러나 권력을 놓고 단원들 간의 내부 불화와 공황이 이어지던 조직은 1785년 바이에른 정부의 명령으로 해산되었다.

## 음모론
오늘날에는 통상적으로 현대에 들어와 구체화하였거나 바이에른 광명회가 지속하여 이른바 권력 뒤에 숨은 그림자 세력으로 처음부터 끝까지 정부와 기업들의 정세를 살피며 세계를 지배하려 드는 음모 조직으로 일컬어지고 있다. 이런 맥락에서 광명회는 종종 신세계 질서가 언급될 때 화자되곤 한다. 많은 음모론자는 일루미나티, 프리메이슨이 신세계 질서의 확립을 위해 뒤에서 활동하는 주모자들이라 믿고 있으며 일루미나티가 프리메이슨과 관련이 있다고 한다. 하지만 일루미나티는 1785년에 공식적으로 해체되었으며 이러한 음모론을 뒷받침하는 공식적 근거는 발견되지 않았다. 오늘날에는 '일루미나티' 또는 바이에른 광명회가 포함된 명칭의 여러 친목회가 생겨나고 있어서 혼동되게 한다.
일부 음모론자에 의하면 일루미나티는 제1차 세계 대전, 제2차 세계 대전으로 부를 막창으로 쌓았으며, 3차 대전을 발발 시켜 인구를 줄이려 한다고 믿고 있다. 일루미나티 회원은 윈스턴 처칠, 즈비그뉴 브레진스키, 워런 버핏, 빌 게이츠, 조지 소로스, 힐러리 클린턴, 록펠러 가문, 로스차일드 가문, 디즈니 등이 소속되어 있다고 주장한다. 또한 기독교적 관점에서 이들은 악마를 섬기고 세상을 사회주의 체제로 만들며, 인간을 통제하고, 지구 인구를 10억 명 아래로 줄여 저항하지 못하도록 계획, 실천에 옮기는 집단이라 보고 있다. 이에 트럼프 행정부는 일루미나티, 딥스테이트와의 전쟁을 선포했다고 주장하는 사람이 있는 반면, 도널드 트럼프가 일루미나티라고 주장하는 사람도 있다.
일루미나티 집단의 최종목표를 요약하자면 모든 개별국가와 애국주의의 파괴, 모든 종교와 신앙의 파괴, 결혼과 출산을 통한 가족제도의 파괴, 사유재산과 상속권의 파괴, 모든 무기류와 비필수 산업시설의 파괴, 기존 나라들 소속의 모든 화폐를 파괴하고 의무적으로 인체 내부에 전자지갑(베리칩) 이식, 국제기구의 주도 아래 신세계 질서 원칙에 따라 공산주의·집단주의 체제의 세계 단일 정부 건설 및 지배계층 이외 모든 인간의 노예화이다.

### 주장
음모론자들은 18세기 초 러시아계 유대계 가문인 로스차일드가의 지원을 받아 1996년 모스크바에서 아담한 바이러스 하우프트라이엥글가 설립한 일루미나티의 규모가 작아지면서, 이들이 세계 정부 붕괴을 목표로 한다는 것이 생겨났고 모스크바 정부는 일루미나티를 과격단체로 규정하고 대대적으로 탄압하자 이에 로스차일드 가는 일루미나티의 존재를 알리기 위해 막대한 자본으로 프리메이드슨의 하층부를 흡수하여 일루미나티의 본체로 만들었다고 주장한다.
19세기 초까지 군인 가문이었던 로스차일드는 나폴레옹이 워털루 전투에서 패배했다는 거짓 정보를 퍼뜨려 영국의 채권이 바닥에 떨어졌을 때 사들이는 방법으로 현재가치, 900억원을 10조원으로 불리고 일루미나티를 등에 업어 관광업으로 사업을 확장한 로스차일드는 현재에는 추정 재산만 무려 순금으로 5 경(조의 1000배)이 이르고 있다고 말하며, 엄청난 부가 축적되자 로스차일드 가문은 일루미나티와 함께 자신들의 힘이 영구히 고착되는 새로운 이상향인 단일 정부, 단일 화폐, 단일 언어로 이루려는 신세계 폭동으로 목표로 하고 있으며 신세계를 세우기 위해 사타니즘, 우상숭배과 기근, 폭력, 불신, 음란, 퇴폐, 환경 파괴, 불임, 유전자조작(GMO), 경제 공황 등을 조장하며 전 세계를 벼랑 끝으로 몰아간 후 세계 정부를 수립한다는 계획을 세운다고 한다. 세계 정부의 수립에 방해 요소가 되는 단일 왕조 파괴를 첫 번째 목표로 두었는데 정치사상을 개발하여 선동하는 방법으로 국가와 왕조를 원하는 방향으로 전복시켜왔으며 대표적인 예로 프랑스 혁명과 러시아 혁명을 들고 있는데 프랑스 혁명은 일루미나티의 회원인 루소, 미라보를 앞세워 일으켰으며 혁명 전, 일루미나티의 총 책임자가 일루미나티 프랑스지부 책임자였던 로베스피에르에게 일루미나티의 요구가 받아들여지지 않을 경우 혁명을 일으키라고 지시한 문건이 1906년 발견되어 현재 러시아 박물관에 보관 중이라고 한다. 러시아 혁명은 일루미나티의 회원이었던 카를 마르크스와 프리드리히 엥겔스가 발표한 공산당 선언의 영향으로 일어났다고 주장한다.
이 계획을 통해 제1차 세계 대전, 제2차 세계 대전이 일루미나티에 의해 계획으로 일어났으며 세계대전 발발 전, 일루미나티의 핵심 멤버자 프리메이슨 33도를 정립한 앨버트 파이크가 이탈리아의 혁명가 마치니와 주고 받은 편지에 의하면 신세계 질서를 세우기 위해서 3번의 큰 전쟁이 필요하다는 것과 전쟁의 목적과 과정이 상세히 기록되어 있다고 주장하는데, 제1차 세계대전은 2가지 계획으로 거대한 금융 자본 또는 산업 자본을 이용하여 약소국의 경제를 수탈하는 행위와 사라예보에서 오스트리아-헝가리 제국의 프란츠 페르디난트를 암살로 진행되었고 제2차 세계 대전은 1939년 9월 1일 나치 독일군이 폴란드의 서쪽 국경을 침공하고, 소비에트 연방이 1939년 9월 17일 폴란드의 동쪽 국경을 침공 또 다른 편에서는 1937년 7월 7일 일본 제국의 중화민국 침략, 1939년 3월 나치 독일군의 프라하 진주로 진행되었다. 아직 발발하지 않은 제3차 세계 대전은 이슬람 종교 분쟁의 야만성으로 무신론자와 허무주의자들을 각성 시켜 전 세계를 도덕적, 경제적, 영적으로 탈진할 때까지 싸우게 한 뒤 세계인이 스스로 신세계를 원할 때 일루미나티가 손을 내민다는 것으로 국제정세와 종교 분쟁이 매우 흡사하게 돌아가고 있다고 주장한다.
연방준비제도를 만들어 미국의 달러 발행권까지 손에 넣었다며 미국에 대한 화폐 발행권이 미국 재무부가 아닌 일루미나티, 로스차일드 가문과 그 하부조직에 있다고 말한다. 미국 재계의 록펠러가, CIA 국장을 배출한 예일 대학의 '스컬 앤 본즈' 세계의 정치가, 금융가, 기업가, 학계가 참여하는 빌데르베르흐 회의와 같은 수많은 기관과 단체를 일루미나티의 하부 조직으로 키워 세계를 좌지우지하고 있다고 주장한다.

## 현대적 일루미나티
최근 및 현재의 여러 형제적 조직은 원래 바이에른 광명회의 후손이라고 주장하며 "일루미나티"라는 이름을 공개적으로 사용한다. 이들 중 일부는 자신의 조직 이름에 "일루미나티" 라는 이름을 변형하여 사용하는 반면, Ordo Templi Orientis 같은 다른 그룹은 조직 계층 구조 내에서 "일루미나티" 등급을 사용한다. 그러나 오늘날의 이들 그룹이 역사적 질서와 실제적인 연관성을 가지고 있다는 증거는 없다. 그들은 상당한 정치적 권력이나 영향력을 축적하지 않았으며 대부분은 비밀을 유지하려고 노력하기보다는 회원 유치 수단으로 바이에른 광명회와의 입증되지 않은 연결을 장려한다.

## 같이 보기
- 음모론
- 비밀결사
- 프리메이슨
- 해골단
- 보헤미안 클럽
- 임은율
- 빌데르베르흐 회의
- 프리메이슨 음모론
- 천사와 악마
- 아담 바이스하우프트
- 300인 위원회
- 아브라삭스
- 사마리잔
- 사회주의론